# Pic de Besalí
Le pic de Besalí (prononciation : beza’li) est un sommet des Pyrénées culminant à une altitude de 2 639 mètres dans la paroisse d'Ordino en Andorre.

## Toponymie
Pic a le même sens en catalan qu'en français et désigne un sommet pointu par opposition aux tossa et bony fréquemment retrouvés dans la toponymie andorrane et qui correspondent à des sommets plus « arrondis ».
Les linguistes Joan Coromines et Manuel Anglada s'accordent pour attribuer une origine pré-romane au toponyme Besalí,. Anglada propose deux racines possibles : l'une ibérique besa (« pointe ») et l'autre bascoïde baso (« sauvage », « sylvestre »). Il adjoint ensuite la terminaison -li/lís, de sens inconnu, mais fréquemment retrouvée dans les toponymes pyrénées pré-romans,. Celle-ci est d'ailleurs présente en Andorre dans les toponymes Arcalís ou Beixalís.

## Géographie

### Topographie
Culminant à 2 639 mètres, le pic de Besalí est un sommet situé au nord de la paroisse d'Ordino en Andorre. Sa face sud domine le village d'El Serrat où se trouve le confluent du riu de Rialb et du riu de Tristaina donnant naissance à la Valira del Nord,. 
Au nord du pic de Besalí se trouve la portella de Rialb (2 508 m), col de montagne séparant le pic de Besalí du pic de Font Blanca (2 903 m). Ce col et le pic de Font Blanca sont en outre les deux repères pris en compte dans le calcul de la proéminence du pic de Besalí qui est de 131 m.

### Géologie
Géologiquement, le pic de Besalí appartient à la partie orientale du dôme anticlinal de la Pallaresa, qui est l'un des ensembles géologiques de la chaîne axiale primaire des Pyrénées. Ce dôme est un mégapli mis en place à la phase tardive de l'orogenèse varisque (étage Stéphanien) qui se prolonge à l'est jusqu'au massif du Carlit et apparaît grossièrement limité dans sa portion andorrane par un système de failles (faille de Mérens au nord et faille d'Arinsal au sud) qui le séparent respectivement du massif de l'Aston et du synclinal Tor-Casamanya.
Comme dans tout le nord-ouest de la principauté (qui appartient également à ce dôme anticlinal), les roches datent du Cambrien et de l'Ordovicien et sont de nature métamorphique schisteuse,,,. Plus précisément, les pentes occidentales du pic sont constituées de schiste peu métamorphique à biotite tandis que les pentes orientales sont un peu plus marquées par le métamorphisme et formées de schiste à andalousite. Séparant ces deux zones, une fine bande de schiste à grenat est orientée depuis le sommet du pic selon une direction sud-sud-ouest,. La faille de Mérens passe au niveau de la portella de Rialb et sépare le pic du Besalí des sommets plus septentrionaux dont la nature géologique diffère quelque peu (pic de Font Blanca, port de Siguer),.
Le relief du pic est marqué par les glaciations quaternaires. Il se trouve en effet à l'intersection de deux cirques en demi-bol : le cirque de la Coma de Varilles à l'ouest et le cirque marquant le fond de la vallée glaciaire de Rialb à l'est,. Le flanc sud du pic constitue un léger replat au-dessus de l'épaulement marquant la confluence des auges glaciaires venant du Castellar, de Rialb et de Sorteny.
| \| Pic de Besalí \|                                    | |
| Le pic de Besalí sur la carte géologique de l'Andorre. | Carte géologique de la zone axiale des Pyrénées. Le dôme anticlinal de la Pallaresa apparaît en jaune à l'ouest de l'ensemble Aston-Hospitalet. |
| Pic de Besalí                                          | |

## Voies d'accès

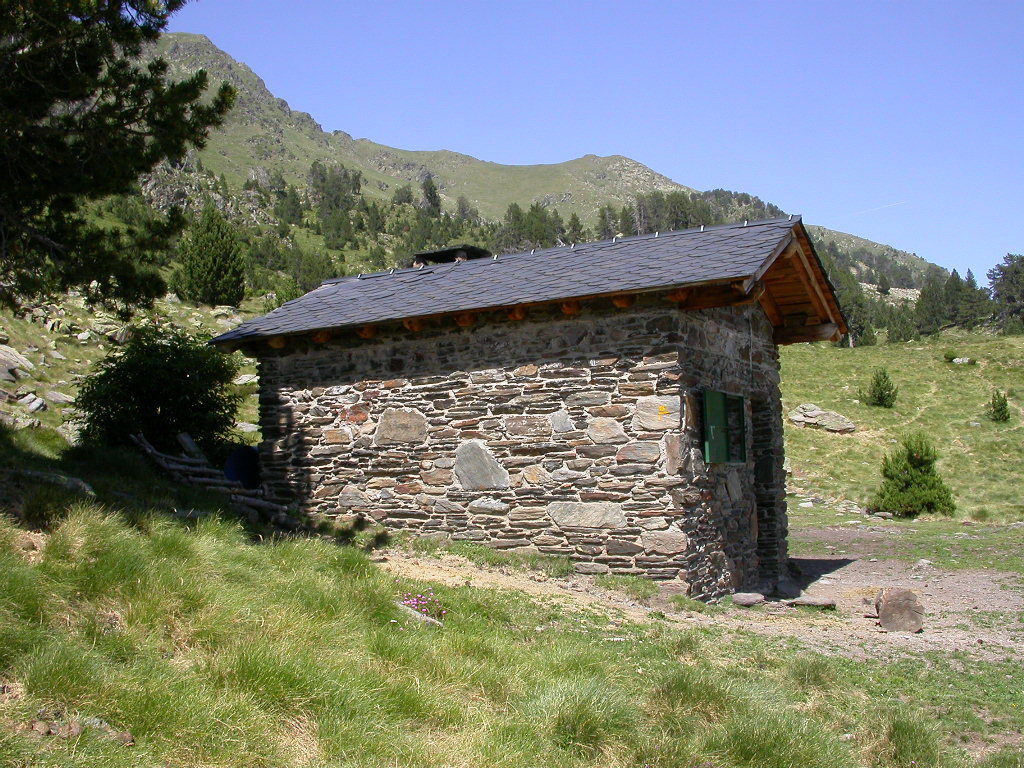
Le refuge de Besalí.

Le pic de Besalí est facilement accessible soit depuis la Pleta del Castellar (départ au bord de la route CG-3), soit depuis la vallée de Rialb (départ au parking du parc naturel de Sorteny). Les deux voies se rejoignent à la portella de Rialb. Le refuge de Besalí est un refuge de montagne non gardé situé sur les pentes sud du sommet.